# Björn Kusoffsky
Björn Rickard Kusoffsky, född 2 november 1965, är en svensk formgivare samt grundare av designbyrån Stockholm Design Lab. Den multidisciplinära studion grundades 1998. Deras arbete sträcker sig från våtservetter, batterier, förtexter, webbplatser, konstböcker, flygplan, förpackningsprojekt, kosmetik och vinförpackningar, till retailkoncept, logotyper och grafiska profiler, varumärkesrepositionering och företagsidentitetsprogram för internationella kunder, inklusive IKEA, SAS Scandinavian Airlines, Volvo Cars, Absolut Vodka, Moderna Museet, Üstra Stadtbahn, Hyundai Card, Askul och Internationella Konstbiennalen.
Björn Kusoffsky är representerad i Nationalmuseums designkollektion och är medlem i AGI (Alliance Graphique Internationale). Björn Kusoffsky har blivit inbjuden att delta i jurypaneler för olika nationella och internationella tävlingar, till exempel The One Show, Cannes Lions, Red Dot och HKDA Asia Design Awards.

## Utmärkelser
Björn Kusoffsky har mottagit över 100 priser inklusive två Guldlejon i Cannes, Guld i Eurobest, Guld i Asia Design Award, Red Dot och 6 Guldägg. Andra prestigefyllda utmärkelser inkluderar:
- Berlingpriset: 2014 fick Kusoffsky det livstidsutmärkande Berlingpriset. Berlingpriset instiftades av Geith och Karl-Erik Forsberg på Karl-Eriks 75-årsdag 1989. Priset har fått sitt namn efter Berling antikva, ett av de typsnitt som Karl-Erik Forsberg skapade. Priset delas sedan 1991 ut till  framstående svenska formgivare för föredömlig formgivning, teknisk skicklighet och utmärkt bokstavsbehandling.[2]
- Platinaägget: 2015 tilldelades Kusoffsky Platinaägget och en plats i Platinaakademien, vid den årliga prisutdelningen av Guldägget. Platinaägget ges till yrkesverksamma som med sin skicklighet, uthållighet och personlighet har bidragit - mer än andra - till utvecklingen av reklam och design i Sverige.[3]